# Myrioblephara duplexa
Myrioblephara duplexa är en fjärilsart som beskrevs av Moore 1888. Myrioblephara duplexa ingår i släktet Myrioblephara och familjen mätare. Inga underarter finns listade i Catalogue of Life.